# مستشفى الكبد المصري
مستشفى الكبد المصري هو مستشفى متخصص أمراض الكبد يتبع جمعية رعاية مرضى الكبد الدقهلية
تم إنشاؤه تحت إشراف شركة المقاولون العرب بتكلفة 100 مليون جنيه وافتتحت رسميا عام 2011 أثناء حكم المجلس العسكرى المصرى في الفترة الانتقالية بعد ثورة 25 يناير 2011.
وبما ان الريف المصرى يعانى من الامراض الكبدية وامراض الجهاز الهضمى من الاف السنين نتيجة البلهارسيا وزاد على ذلك انتشار واسع للفيروسات الكبدية حيث أصبحت مصر من اوائل دول العالم من حيث الإصابة وخاصة الفيروس الكبدى سي من النوع الرابع كان لزاما على الجمعية إنشاء ذلك الصرح في قلب الريف حيث تقوم المستشفى بعلاج أكثر من 100 الف مريض في السنة الأولى من افتتاحها وتهدف لزيادة ذلك وكان ما تتمناه الجمعية حيث تبرع أحد فاعلى الخير ب 4 فدادين لانشائها وموقعها في شربين على طريق المنصورة دمياط السريع
تحتوى المستشفى على احدث الاجهزة في مجال الاشعة والمناظير
وتحتوى على قسم للجراحة يعمل به أفضل جراحى الكبد والجهاز الهضمى° بالدقهلية
تتلقى المستشفى التبرعات بحساب الخاص بالجمعية لانها تهدف لانشاء مبنى لزرع الكبد ومبنى منفصل للابحاث ومعهد للتمريض
الشكر خاص للدكتور جمال شيحة لتحقيق حلم معظم الفلاحين بالعلاج المتميز